# Millerettidae
De Millerettidae zijn een familie van uitgestorven reptielen, die leefden in het Midden- en Laat-Perm.

## Beschrijving
Deze insectivore familie kenmerkte zich door de aanwezigheid van één paar slaapvensters achter de oogkassen, hetgeen echter in tegenspraak is, omdat deze juist ontbreken bij reptielen. Deze groep heeft zich echter van de hoofdtak van de reptielen afgesplitst.

## Vondsten
Fossielen van deze kleine dieren werden gevonden in zuidelijk Afrika.

## Geslachten
- Broomia † Watson 1914
- Heleophilus † Broom 1909
- Milleretta † Broom 1948
- Millerinoides † Broom 1941
- Milleropsis † Gow 1972
- Millerosaurus † Broom 1948
- Nanomilleretta † Broom 1948